# Etxerat

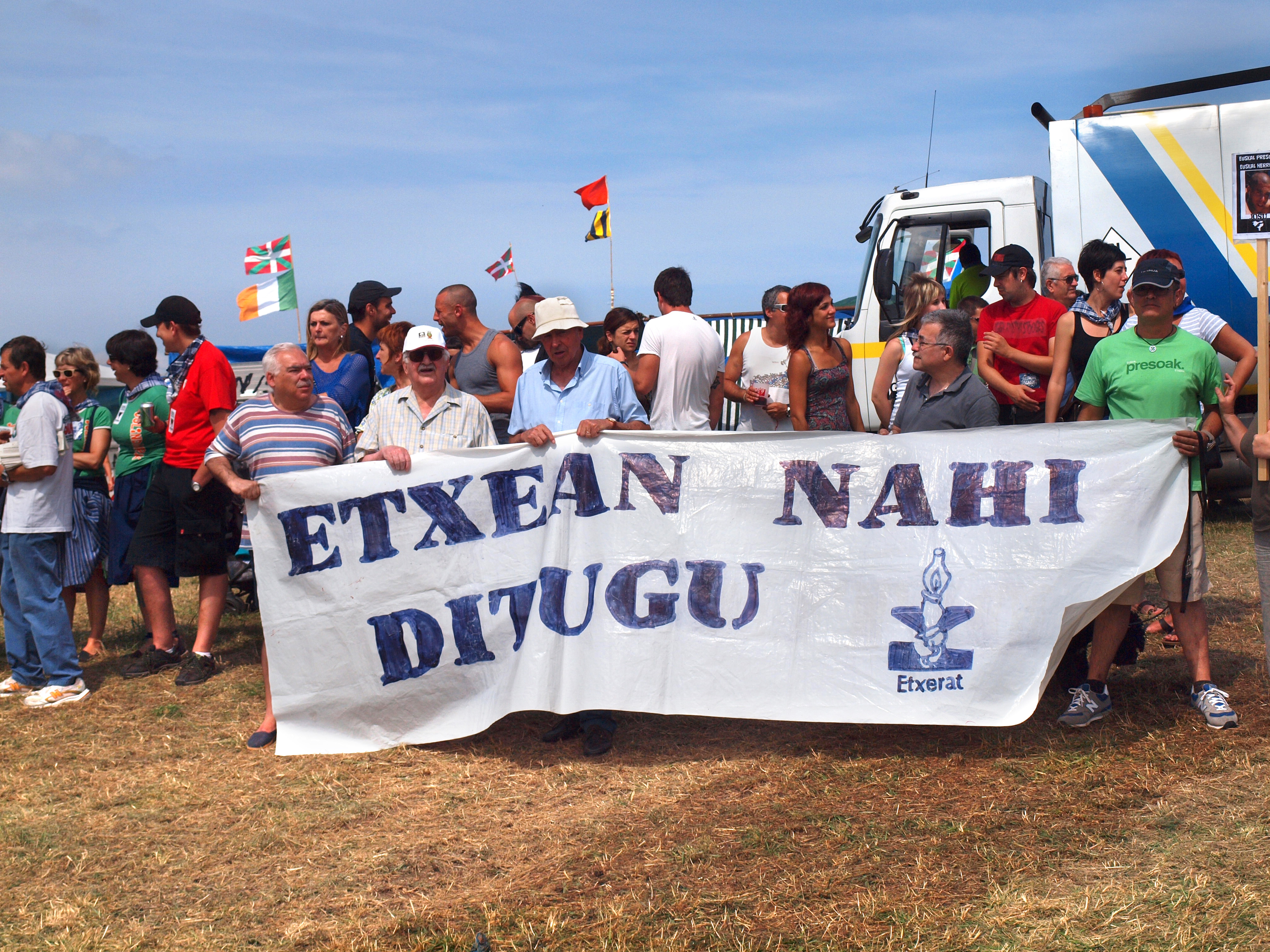
Manifestación de miembros de Etxerat.

Etxerat (del euskera, 'A casa') es una asociación perteneciente a la izquierda abertzale de familiares de presos encarcelados por formar parte de la organiazación terrorista ETA o presos por colaborar con ETA, o por haber pertenecido o intentado reconstruir organizaciones ilegalizadas, como Segi, Gestoras Pro-Amnistía, Herri Batasuna y Askatasuna, o por participar en actos de violencia callejera en la llamada kale borroka, o por hacer apología del terrorismo.
Sus principales actividades son ofrecer apoyo a los familiares de los presos de ETA y hacer campaña para defender los derechos de dichos presos y de sus familiares.